# Wicca

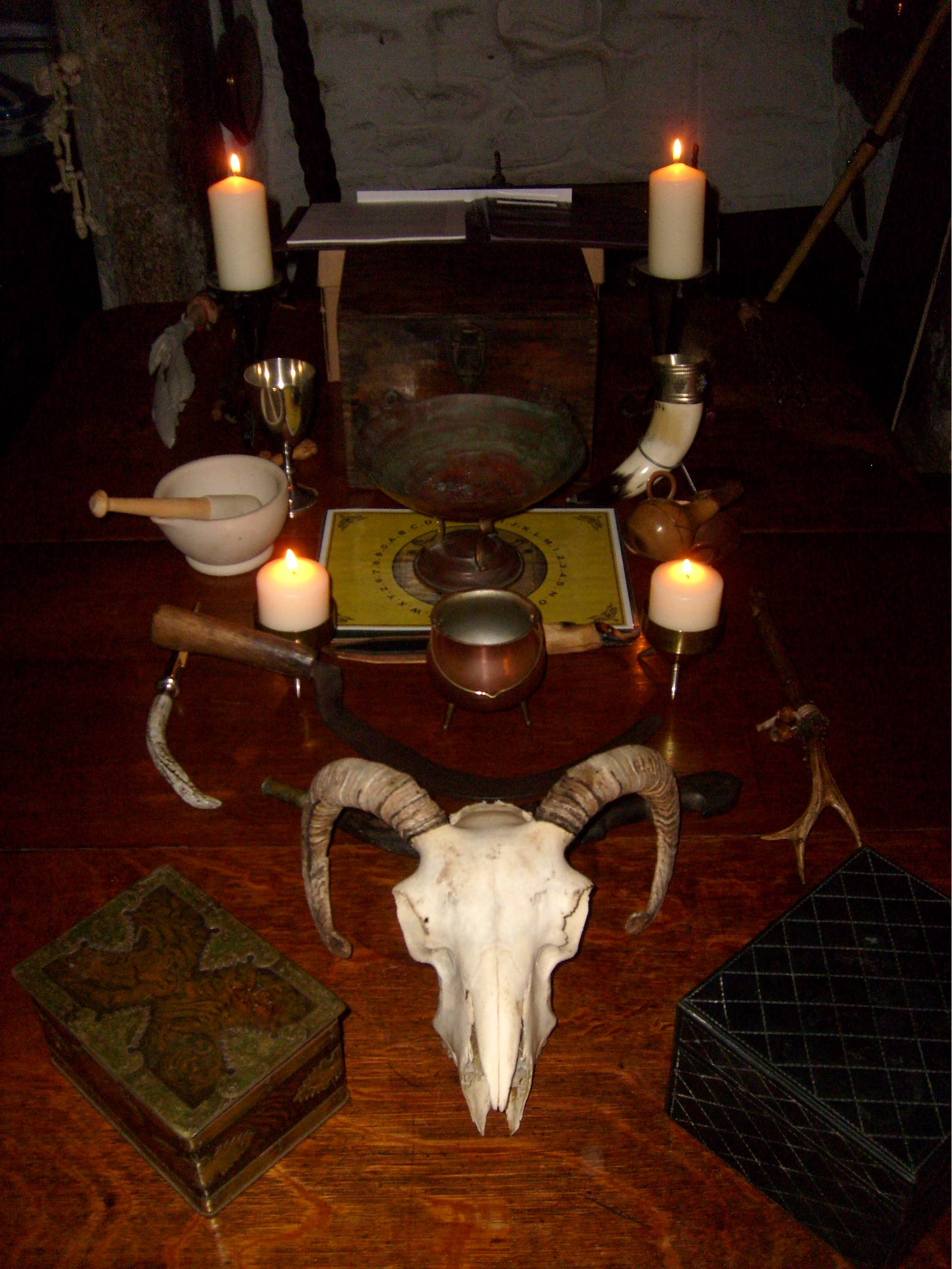
Một bàn thờ theo truyền thống Wicca

Wicca (tiếng Anh:  /ˈwɪkə/) hay Pagan Witchcraft (ma thuật) là một tín ngưỡng đa thần dựa vào thiên nhiên với nguồn gốc từ nhiều nền văn hóa thuộc các bộ lạc tiền Kitô giáo ở châu Âu. Tín ngưỡng được hình thành ở Anh trong giai đoạn nửa đầu thế kỷ 20 và được Gerald Gardner giới thiệu vào năm 1954. Wiccan là từ tiếng Anh để gọi một người theo đạo Wicca, họ học thuật phù thủy. Tín ngưỡng Wicca thuộc pagan giáo và chủ trương tôn thờ nhiều vị thần thánh. Khi Đạo luật Phù thủy bị bãi bỏ vào giữa thế kỷ 20, các vấn đề về tín ngưỡng Wicca đã được "hồi sinh" trên diện rộng và các thầy phù thủy không còn bị kỳ thị, xua đuổi như trước kia nữa. Các học giả của chủ nghĩa ngoại giáo đương thời thường hay viết hoa từ "Witchcraft" (tạm dịch là Thuật phù thủy) khi đề cập đến Wicca, phản ánh rằng tên của tôn giáo thường được viết hoa, và nhiều tín hữu Wicca cũng làm như vậy.